# Milton, Cambridgeshire
Milton är en by och en civil parish i South Cambridgeshire i Cambridgeshire i England. Orten har 4 679 invånare (2011). Byn nämndes i Domedagsboken (Domesday Book) år 1086, och kallades då Middletone.